# Jorge Valenzuela Cordero
Jorge Valenzuela Cordero (Hualañé, Región del Maule, Chile, 1992) es un futbolista chileno, que se desempaña por volante por la izquierda. 
Se inició en las cadetes de la Universidad de Chile Sub-14 y Sub-15, pero debido a una lesión debió retirarse del cuadro azul para su recuperación. A los 16 años decidió irse a probar a Rangers, en donde quedó en la filial.
En el Torneo de Transición 2013, el DT Dalcio Giovagnoli decide subirlo al primer equipo. Debutó con Rangers ante Colchagua por la Copa Chile 2012-13, además de sumar minutos frente a Unión Española.
En la Copa Chile 2013-14, en un encuentro de su club frente a Colo-Colo, es titular debido a una lesión de Gervasio Nuñez, dejando una buena impresión y siendo uno de los jugadores destacados de su equipo, pese a la derrota final.
Juega de lateral volante, proyectándose a ofensiva, con buena marca.

## Clubes
| Club      | País  | Año           |
| --------- | ----- | ------------- |
| Rangers B | Chile | 2012          |
| Rangers   | Chile | 2013-presente |

- Datos: Q16582331